# Park Kwang-hyun
Park Kwang-hyun (hangeul : 박광현 ; RR : Bak Gwang-hyeon ; MR : Pak Kwanghyŏn) est un réalisateur sud-coréen, né le 21 août 1969 à Séoul. Il est surtout connu pour son film Welcome to Dongmakgol (2005), un succès critique et commercial avec 8 millions d'entrées[réf. nécessaire].

## Biographie

### Jeunesse
Park Kwang-hyun grandit à la campagne chez sa grand-mère. Dès l'école primaire, il commence à regarder ses premiers films, comme Superman ou Robot Taekwon V (en), et tombe amoureux de l'art du cinéma. Il parle de films toute la journée avec ses amis et va au cinéma à chaque occasion qui se présente.
Il étudie la conception visuelle à l'université Hongik. Le quartier de Hongdae est connu pour être l'un des endroits les plus diversifiés et les plus importants de Corée en matière de musique et d'art, de nombreux groupes de musique indépendants ont écumé les clubs de Hongdae avant de devenir célèbres, et de nombreux artistes, créateurs de vêtements et écrivains ont émergé de cet environnement.

### Carrière
Après l'obtention du diplôme, Park Kwang-hyun commence sa propre entreprise avec quelques amis et devient l'un des réalisateurs les plus acclamés de publicités. Il tourne plusieurs publicités célèbres avec des acteurs vedettes, pour la compagnie d'assurances Kyobo (en) avec Choi Min-sik, à McDonald's avec la série Ne pariez pas votre vie avec Shin Ha-kyun et Im Won-hee,
Tout en travaillant dans la publicité, il continue à écrire son propre scénario, dans l'espoir qu'un jour il puisse en faire son premier film. Puis il est approché un jour par le réalisateur/scénariste Jang Jin en 2001, pour lui dire son admiration de son travail et qu'il désire lire son script. Jang accueille le jeune Park dans sa société de production, Film It Suda, qui travaille principalement avec des acteurs et des metteurs en scène issus du théâtre. Il devient la bizarrerie du groupe de Jang, le seul « homme de style » de tous ceux qui se préoccupent principalement du dialogue et de la comédie dramatique ou de situation.
En 2002, il réalise My Nike (내 나이키), considéré comme le meilleur court métrage du film à sketches No Comment (묻지마 패밀리) de la Film It Suda. Il s'agit d'un récit à travers les yeux d'un jeune lycéen (Ryu Deok-hwan (en)), issu d'une famille urbaine de classe moyenne inférieure, dont le plus grand désir au monde est de posséder une paire de baskets Nike, ses représentations de personnages authentiques mais drôles restent étonnamment vives et touchantes. Le fait de les subordonner est un sentiment de pathologie sur les différences de classe basées sur les modèles de consommation des années 1980, alors que la Corée était en train de devenir une société de consommation et que les personnes commencent à être définies par ce qu'elles achètent et possèdent. My Nike transmet un sentiment de nostalgie, basé sur les souvenirs d'enfance de Park d'adolescent grandissant dans la Corée des années 1980 et teintés de fantaisie (avec un hommage à E.T. l'extra-terrestre).
Jang Jin est tellement impressionné par l'humanisme cinématographique de Park Kwang-hyun qu'il lui donne un scénario pour un nouveau projet, une adaptation d'une de ses pièces de théâtre, Welcome to Dongmakgol. Se déroulant durant la guerre de Corée en 1950, le film raconte l'histoire de soldats du Nord et du Sud, ainsi que d'un pilote américain, qui se retrouvent bloqués dans un village isolé, ses habitants ignorant tout des nouvelles de l'extérieur. Ce premier film de Park, Welcome to Dongmakgol, attire plus de 8 millions de spectateurs en 2005, devenant le second plus grand succès de l'année et l'un des plus gros succès du box-office en Corée du Sud de tous les temps.
Son deuxième long métrage est à l'origine intitulé Kwon Bob (권법), avec l'acteur Jo In-sung dans le rôle d'un lycéen dôté d'une force surhumaine qui se bat contre l'injustice dans une petite ville, mais il est retardé lorsque la société de production CJ Entertainment connait un échec avec le film Secteur 7 en 2011. Le projet est relancé en 2013, et la superproduction fantastique de science-fiction, renommée The Fist, devient la plus grande coproduction avec la Chine, avec 30 % des 20 millions $ du budget provenant de la China Film Group et de la Pegasus & Taihe Entertainment,.
Il écrit et réalise ensuite le film Fabricated City qui totalise 2,5 millions d'entrées au box-office sud-coréen de 2017.

## Filmographie

### Longs métrages
- 2005 : Welcome to Dongmakgol (웰컴 투 동막골)
- 2017 : Fabricated City (조작된 도시)

### Courts métrages
- 2002 : My Nike (내 나이키)
- 2016 : The Fist

### Série télévisée
- 2022 : Island (아일랜드) (12 épisodes)

## Distinctions

### Récompenses
- Festival international de la créativité 2002 : Lion d'argent, Catégorie Restauration rapide
- New York Festival International Advertising Awards 2002 : médaille d'or
- Korean Film Awards 2005 :
  - Meilleur réalisateur pour Welcome to Dongmakgol
  - Meilleur scénario pour Welcome to Dongmakgol
  - Meilleur premier film Welcome to Dongmakgol
- Golden Cinematography Awards 2006 : meilleur premier film Welcome to Dongmakgol